# Final Resolution (2013)
Pour les articles homonymes, voir Final Resolution.
L'édition 2013 de Final Resolution est une manifestation de catch (lutte professionnelle) télédiffusée et visible pour la première fois en direct sur la chaine Spike TV. Habituellement, Final Resolution est un PPV disponible uniquement en paiement à la séance. L'événement, produit par la Total Nonstop Action Wrestling, s'est déroulé le 3 décembre 2013 (et diffusé le 19 décembre 2013) dans l'Impact Wrestling Zone à Orlando en Floride aux États-Unis. Il s'agit de la neuvième édition de Final Resolution.

## Contexte
Les spectacles de la Total Nonstop Action Wrestling en paiement à la séance sont constitués de matchs aux résultats prédéterminés par les scénaristes de la TNA. Ces rencontres sont justifiées par des storylines - une rivalité avec un catcheur, la plupart du temps - ou par des qualifications survenues dans les émissions de la TNA telles que Impact Wrestling et Xplosion. Tous les catcheurs possèdent un gimmick, c'est-à-dire qu'ils incarnent un personnage face (gentil) ou heel (méchant), qui évolue au fil des rencontres. Un pay-per-view comme Hardcore Justice est donc un évènement tournant pour les différentes storylines en cours.

## Tableau des matchs
| #                                                                | Match                                               | Stipulation                                                                                 | Durée |
| ---------------------------------------------------------------- | --------------------------------------------------- | ------------------------------------------------------------------------------------------- | ----- |
| 1                                                                | Bobby Roode bat Kurt Angle                          | 2 out of 3 Falls match                                                                      | 14:47 |
| 2                                                                | Madison Rayne et ODB battent Gail Kim et Lei'D Tapa | Tag Team match                                                                              | 5:45  |
| 3                                                                | Magnus bat Jeff Hardy                               | Dixieland match pour la finale du tournoi pour le TNA World Heavyweight Championship vacant | 17:45 |
| (c) désigne le(s) champion(s) défendant son titre dans le match. |                                                     |                                                                                             |       |